# Willem van der Vlugt

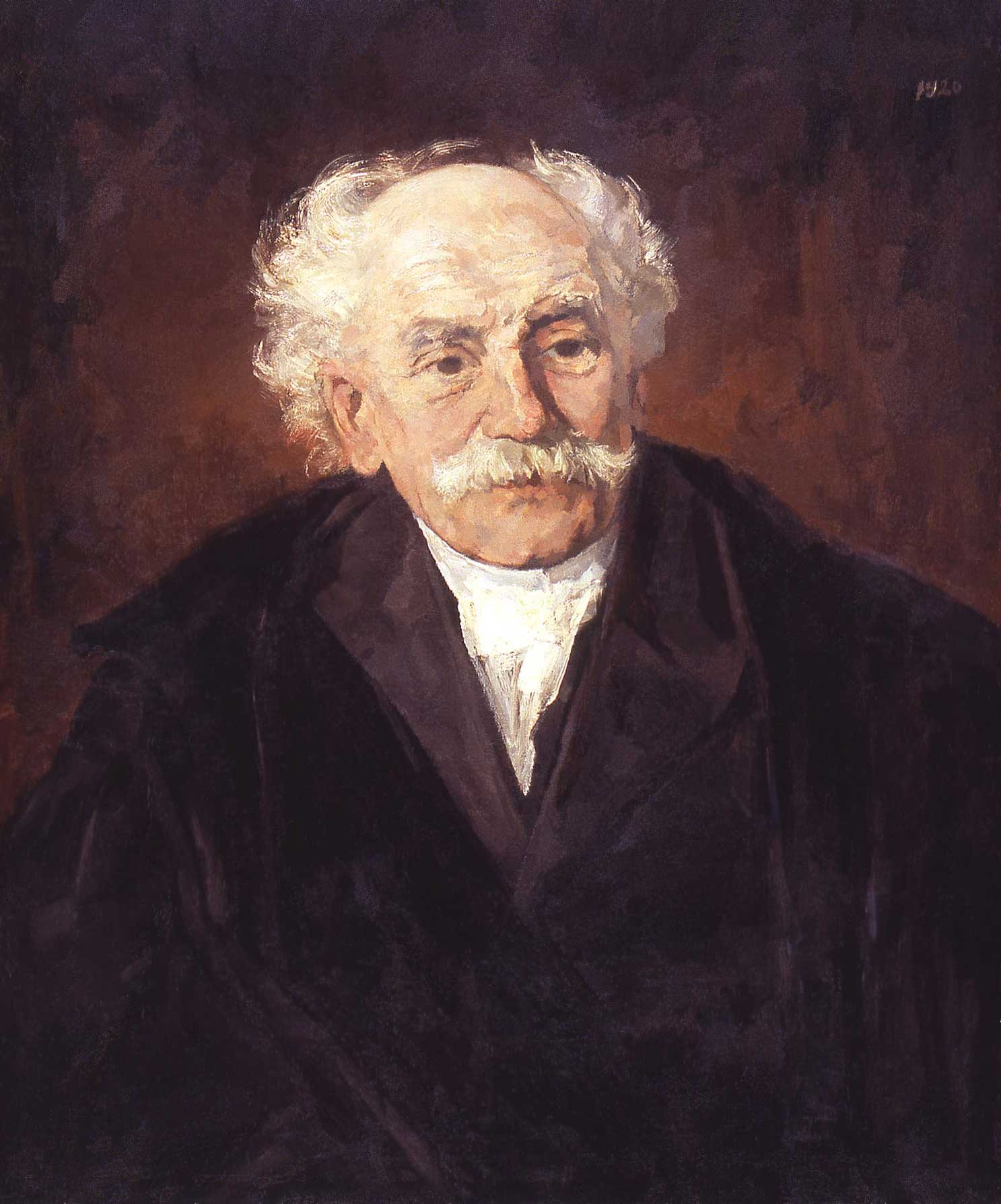
Willem van der Vlugt

Willem van der Vlugt (* 12. März 1853 in Haarlem; † 5. November 1928 in Tongeren bei Epe) war ein niederländischer Rechtswissenschaftler.

## Leben
Willem wurde als Sohn des Bankiers Jan van der Vlugt (* 30. September 1823 in Haarlem; † 18. März 1889 in Haarlem) und dessen Frau Jacoba Henriette Margaretha Hinlopen (* 16. April 1830 in Utrecht; † 22. März 1918 in Haarlem) geboren. Er besuchte die Bürgerschule und das Gymnasium in seiner Geburtsstadt. Am 26. September 1870 immatrikulierte er sich an der Universität Leiden, um ein Studium der Rechtswissenschaften zu absolvieren. Während jener Zeit wurde besonders Johannes Theodoor Buys sein prägender Lehrer. Am 25. September 1879 promovierte er zum Doktor der Rechte mit der Abhandlung De rechtstaat, volgens de leer van Rudolf Gneiss. Kurz danach wurde er am 9. Oktober 1879 zum Professor für Rechtsphilosophie und Enzyklopädie an die Leidener Hochschule berufen, wozu er am 14. Januar 1880 die Antrittsrede De Wetenschap der gerechtigheid (Die Wissenschaft der Gerechtigkeit) hielt.

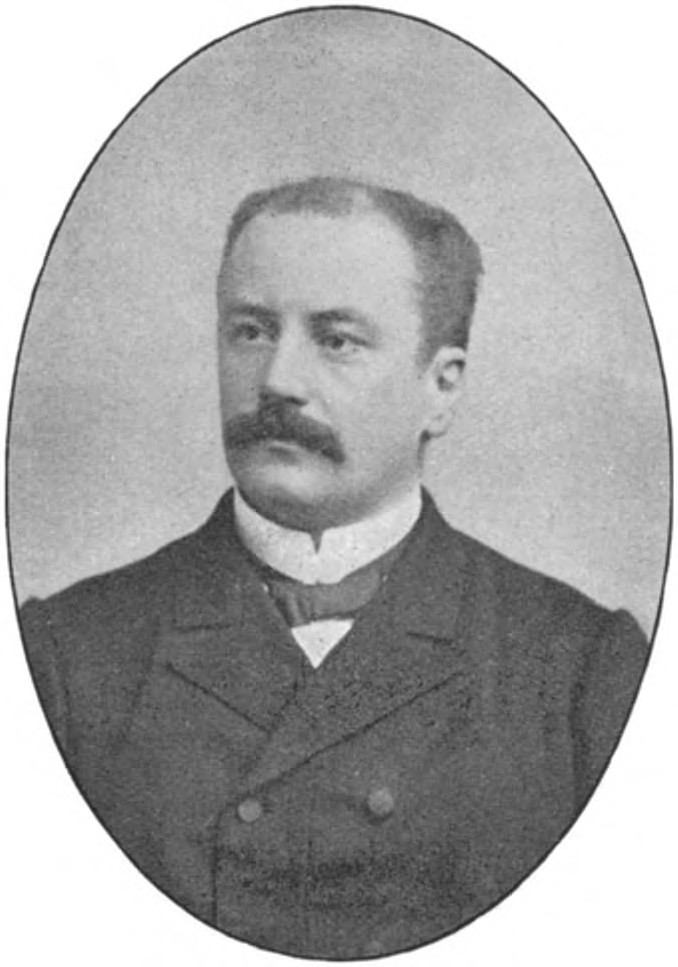
Willem van der Vlugt ca. 1905

Er war vom September 1902 bis zum Dezember desselben Jahres Rektor der Alma Mater, legte sein Hochschulamt nieder, da er von 1902 bis 1906 als Mitglied der zweiten Kammer der Generalstaaten war. Während jener Zeit betätigte er sich aber als Privatdozent für Rechtsphilosophie. Zudem war er vom 7. März 1904 bis 15. November 1906 als Mitglied des Leidener Gemeinderates tätig. Nachdem er aus gesundheitlichen Gründen 1907 seine Hochschullehrtätigkeit wieder aufgenommen hatte, wurde er am 10. Juli 1923 emeritiert und verabschiedete sich am 17. September 1923 in den Ruhestand.
Vlugt war Mitbegründer der Vereinigung für Rechtsphilosophie, der Zeitschrift Onze Eeuw (Unser Jahrhundert), 1899 des Leidener Volkshauses und am 19. November 1891 des Volkslesesaals (später Leidener Volksbibliothek). Auch war er seit 1887 Mitglied des niederländischen Protestenbundes in Utrecht, Mitglied der Leidener Debatiergesellschaft, 1901 Mitglied der Gesellschaft des Christentums und der Frau, und Mitglied des allgemeinen niederländischen Bundes Vrede door Recht. Zudem wurde er am 31. August 1907 Ritter des Ordens von dem niederländischen Löwen, Mitglied der Gesellschaft für niederländische Literatur in Leiden und am 4. Mai 1908 wurde er Mitglied der königlich niederländischen Akademie der Wissenschaften in Amsterdam.

## Familie
Vlugt heiratete am 3. August 1882 in Leiden Anna Rauwenhoff (* 22. November 1862 in Leiden; † 8. Oktober 1939 in Tongeren), die Tochter des Professors der Theologie Lodewijk Willem Ernst Rauwenhoff und dessen Frau Francina Felicia Tobias. Aus der Ehe stammen Kinder. Von diesen kennt man:
- Margaretha Francina van der Vlugt (* 28. April 1884 in Leiden; † 4. März 1968 in Leiden)
- Jacoba Henriette Margaretha van der Vlugt (* 27. Oktober 1885 in Leiden; † 24. Mai 1964 in Haarlem)
- totgeborene Tochter NN. van der Vlugt (* u. † 10. Februar 1887 in Leiden)
- Jan Willem van der Vlugt  (* 25. Januar 1890, Leiden; † 16. September 1963 in Haarlem) verh. 29. Dezember 1915 in Leiden mit Majlis Julia Sofia Idman (* 3. Mai 1889, Messukylä (Finland); † 22. April 1982 in Epe)
- Abraham Jan Theodoor van der Vlugt (* 4. Mai 1894 in Leiden; † 8. Januar 1954 in Helsinki) verh. 6. Juni 1916 in Leiden mit Ann(ie)a Magdalena Jacoba Kampers (* 21. September 1895 in Maassluis; † 18. Juni 1982 in Den Haag)

## Werke (Auswahl)
Vlugt hatte mehrere Aufsätze in den fachlichen Zeitschriften und Journalen seiner Zeit hinterlassen. Eigenständige Schriften sind von ihm auch erschienen, von diesen kennt man:
- De rechtstaat, volgens de leer van Rudolf Gneist, 1e deel, De rechtstaat. diss. Leiden, 1879
- De wetenschap der gerechtigheid. Aanvaardingsrede. Haarlem, 1880
- Transvaal versus Great-Britain. Amsterdam, 1899
- Les vrais coupables; lettre à Monsieur Ed. Tallichet, rédacteur de la Bibliothèque universelle et Revue suisse. Amsterdam, 1900
- Finland, de rechtsvraag. Amsterdam, 1900
- Un nouveau conflit russo-finlandais. Haarlem, 1909
- Mémoire à conculter sur la question finlandaise. Haarlem, 1910
- La question des Iles d'Aland. Considérations suggérées par le rapport des juristes (deuxième èdition, revue et corrigée). Leiden, 1921
- Réponse au livre bleu du gouvernement de Suéde. Leiden, 1921
- Algemeene inleiding tot de Rechtsgeleerheid. Haarlem, 1925